# Styppeiochloa hitchcockii
Styppeiochloa hitchcockii là một loài thực vật có hoa trong họ Hòa thảo. Loài này được (A.Camus) Cope mô tả khoa học đầu tiên năm 2003.